# Luis Guzmán Molina
Luis Guzmán Molina (Chillán, Chile, 1941), pintor acuarelista chileno.
Estudió en la Escuela Normal de Chillán, donde fue aprendiz del pintor Baltazar Hernández Romero, quien lo inspiró a continuar en el oficio. Luego ingresó a la carrera de Pedagogía en Artes Plásticas de la Sede Ñuble de la Universidad de Chile y posteriormente, en Universidad de Concepción, en las cuales también ejerció la docencia artística. También ha desarrollado investigaciones sobre la estética del folclore, posteriormente publicadas en revistas nacionales y extranjeras. 
Las obras realizadas por Guzmán, son inspiraciones de paisajes de la Región de Ñuble, algunas realizadas en su tierra natal son los murales "Alegoría de San Francisco de Asís" en el frontis de la Iglesia de San Francisco y "Las Cuatro Estaciones" en el Hotel Termas de Chillán.
Ha participado en exposiciones en Chile, Estados Unidos, Australia y en otros países de Europa y América Latina. En la actualidad, se desempeña como profesor en la Escuela de Diseño Gráfico de la Universidad del Bio Bio.

## Premios
- Exposición Internacional de Artistas Americanos "Rediscovering of America", Miami, Estados Unidos, 1992[2]
- Primer Premio en el Salón "El caballo chileno en mi tierra", Osorno, 1995[4]
- Primer Premio en Acuarela en el Salón de Otoño, Sociedad Nacional de Bellas Artes, Santiago de Chile, 1996[2]
- Medalla de Oro Salón Nacional de Bellas Artes, Santiago, 1997[2]
- Mención de Honor en la Bienal Iberoamericana de Acuarela, Viña del Mar, 1999[2]
- Premio de Honor en el Salón Nacional de Acuarela "Ricardo Andwanter", Valdivia, 1998.[2]